# Ламуньер, Вагнер
Вагнер Мура Ламуньер по прозвищу «Антихрист» (Wagner «Antichrist» Lamounier) — бразильский экономист и музыкант, известный участием в трэш-метал группе Sepultura, а также в качестве основателя бразильской метал-группы Sarcófago, просуществовавшей с 1985 по 2000 гг. Недолгое время на раннем этапе развития группы Ламуньер был вокалистом Sepultura, исполнив, среди прочего, вокал к композиции «Antichrist», вошедшей в первый релиз группы — Bestial Devastation. Затем он перешёл в собственную группу — Sarcófago, которая, хоть и была коммерчески менее успешна нежели Sepultura, весьма почитаема фанами блэк-метала, трэш-метала и дет-метала за большой вклад в развитие жанров.
Вагнер имеет докторскую степень в экономике и работает профессором в уважаемом бразильском университете. Также выступает в хобби-кроссовере группы под названием Komando Kaos.
9 августа 2013 года Вагнер присоединился к бразильской блэк-металлической группе Mystifier в Matriz Casa Cultural (Белу-Оризонти, Минас-Жерайс, Бразилия), чтобы спеть классическую песню Sarcófago «Nightmare».